# Molda
Die Molda AG war ein Lebensmittelindustriebetrieb in Dahlenburg (Landkreis Lüneburg, Niedersachsen). Die Molda AG gehörte zu den weltweit führenden Unternehmen im Bereich der Lebensmitteltrocknung. Der Name Molda ist ein Akronym und setzt sich aus Mol kerei Da hlenburg zusammen. Die Molda AG wurde im März 2016 von der Döhler GmbH übernommen und firmiert seitdem als Döhler Dahlenburg GmbH.

## Wirtschaftsdaten
Die Molda AG erwirtschaftete 2014 mit etwa 400 Beschäftigten einen Gesamtumsatz von 65 Mio. EUR.
Etwa 80 % des Gesamtumsatzes entfielen zu jeweils ungefähr gleichen Teilen auf die Herstellung von gefriergetrockneten Früchten, Bäckereiprodukten und Nahrungsmittelbestandteilen. Die verbliebenen 20 % wurden durch Lohnproduktionen in den vorher genannten Bereichen erwirtschaftet. Das Auslandsgeschäft, in dem ein großer Teil des Umsatzes mit gefriergetrockneten Früchten getätigt wurde, hatte einen Anteil von 30 – 45 % am Gesamtumsatz.

## Geschichte

Altes Logo

Lokale Milchbauern schlossen sich 1892 in einer Genossenschaft zusammen und gründeten die Molkerei Dahlenburg.
Ab den 1950er-Jahren spezialisierte sich die Genossenschaft zunehmend auf die Trocknung von Lebensmitteln. 1955 wurde mit der Sprühtrocknung begonnen, es folgten 1962 die Gefriertrocknung, 1978 die Vakuumtrocknung und 2002 die Walzentrocknung. Die Molda war damit nach eigenen Angaben das einzige Unternehmen in Europa, das vier Trocknungsverfahren unter einem Dach betreibt. Die letzte Großinvestition stammt aus dem Jahr 2007, als die Molda 10,5 Mio. Euro in den „Sprühturm 6“ investiert hat.
1981 wurde die Genossenschaft in eine Aktiengesellschaft umgewandelt. Die genossenschaftlichen Prinzipien blieben dabei erhalten. Nur natürliche Personen sollten Aktien erwerben können, wobei Personen, die mit der Landwirtschaft verbunden sind, bevorzugt werden. Aktionäre, die Milchwirtschaft betreiben, müssen die in ihren Betrieben erzeugte Milch an die Gesellschaft liefern, welche umgekehrt dazu verpflichtet waren, diese auch abzunehmen.
Die Milchverarbeitung wurde im April 2004 aufgegeben. Die Milch wird seitdem bei der Uelzena in Uelzen verarbeitet. Dazu wurden entsprechende Genossenschaftsanteile gezeichnet, um die Verarbeitung langfristig sicherstellen zu können. Die für die eigene Produktion benötigte Milchmenge bezog die Molda über den Spotmarkt.
Die Molda hat sich von einer klassischen Landmolkerei zu einem Spezialisten der Lebensmittelindustrie entwickelt. Die Milchverarbeitung spielte im Unternehmen keine Rolle mehr.

## Unternehmensstruktur
Die Molda AG war eine Holding und unterhielt folgende Tochtergesellschaften:
- Molda UK Limited, Nantwich, Großbritannien (100 %)
- Molda Hungária Kft., Budapest, Ungarn (100 %)

## Produkte
Die Molda stellte Halb- und Fertigprodukte sowie Mischungen für weiterverarbeitende Betriebe der Lebensmittelbranche her:
- Gefriergetrocknete Früchte in Scheiben, Stücken, als Fruchtgranulat oder Pulver
- Bäckerei- und Konditoreimischungen sowie Füllungen
- Nahrungsmittelbestandteile (Food Ingredients), beispielsweise fett- und milchbasierte Pulver

Neben einer eigenen Produktpalette war die Auftragstrocknung, z. B. die Herstellung von löslichem Kaffee, ein weiteres wichtiges Standbein des Unternehmens.